# Elenowo (obwód Błagojewgrad)
Elenowo (bułg. Еленово) – wieś w Bułgarii, w obwodzie Błagojewgrad, w gminie Błagojewgrad. Według danych szacunkowych Ujednoliconego Systemu Ewidencji Ludności oraz Usług Administracyjnych dla Ludności, 15 grudnia 2018 roku miejscowość liczyła 188 mieszkańców.

## Osoby związane z miejscowością
- Luben Petrow (1938) – bułgarski oficer